# Beatrice Nedberge Llano
Beatrice Nedberge Llano (* 14. Dezember 1997 in Bergen) ist eine norwegische Leichtathletin, die sich auf den Hammerwurf spezialisiert hat.

## Sportliche Laufbahn
Erste internationale Erfahrungen sammelte Beatrice Nedberge Llano im Jahr 2013, als sie bei den Jugendweltmeisterschaften in Donezk mit einer Weite von 68,31 m den vierten Platz mit dem leichteren 3-kg-Hammer belegte. Im Jahr darauf gelangte sie bei den Juniorenweltmeisterschaften in Eugene mit 63,23 m auf den fünften Platz und 2015 gewann sie bei den Junioreneuropameisterschaften in Eskilstuna mit 64,76 m die Silbermedaille. 2016 siegte sie bei den U20-Weltmeisterschaften in Bydgoszcz mit einem Wurf auf 64,33 m und daraufhin begann sie ein Studium an der University of Georgia in den Vereinigten Staaten. 2017 gewann sie bei den U23-Europameisterschaften in Bydgoszcz mit 66,74 m die Bronzemedaille hinter der Ukrainerin Aljona Schamotina und Camille Sainte Luce aus Frankreich. 2019 startete sie erstmals bei den Weltmeisterschaften in Doha und schied dort mit 65,55 m in der Qualifikationsrunde aus. 2021 siegte sie mit 65,44 m bei den Trond Mohn Games und im Jahr darauf verpasste sie bei den Weltmeisterschaften in Eugene mit 64,81 m den Finaleinzug, wie auch bei den Europameisterschaften in München mit 66,32 m. 2023 wurde sie bei der 1. Liga der Team-Europameisterschaft im Rahmen der Europaspiele in Chorzów mit 65,92 m Neunte und im August schied sie bei den Weltmeisterschaften in Budapest mit 69,11 m in der Qualifikationsrunde aus. Im Jahr darauf verpasste sie bei den Europameisterschaften in Rom mit 66,53 m den Finaleinzug und schied dann im August auch bei den Olympischen Sommerspielen in Paris mit 66,92 m in der Vorrunde aus.
In den Jahren von 2015 bis 2017 sowie von 2019 bis 2021 und 2023 und 2024 wurde Llano norwegische Meisterin im Hammerwurf.